# ウィル (埼玉県)
株式会社ウィル（英: WILL Co., Ltd.）は、コンピュータゲームの開発会社。本社は埼玉県さいたま市浦和区。

## 概要
1988年設立。株式会社ツァイトと提携し、名作浪漫文庫シリーズ『ねじ式』を開発した。ツァイトとの作品は、他に『アソコの幸福』などがある。

## 開発タイトル

### コンシューマー
| 発売年 | 発売日   | タイトル                                                                    | プラットフォーム                        | 関わってる会社・発売元                             |
| ------ | -------- | --------------------------------------------------------------------------- | --------------------------------------- | -------------------------------------------------- |
| 1992年 | 10月23日 | 銀河お嬢様伝説ユナ                                                          | PCエンジン                              | ハドソン                                           |
| 1994年 | 11月5日  | ハイパーウォーズ                                                            | PCエンジン                              | ハドソン                                           |
| 1994年 | 12月10日 | 秋山仁の数学ミステリー 秘宝「インドの炎」を死守せよ                         | PCエンジン                              | ClMテクノロジー・NHKソフトウェア                   |
| 1995年 | 6月30日  | 銀河お嬢様伝説ユナ2                                                         | PCエンジン                              | ハドソン                                           |
| 1996年 | 3月8日   | 銀河お嬢様伝説ユナFX                                                        | PC-FX                                   | ハドソン                                           |
| 1996年 | 7月5日   | 雨月奇譚                                                                    | PlayStation                             | トンキンハウス                                     |
| 1996年 | 12月27日 | 銀河お嬢様伝説ユナREMIX                                                     | セガサターン                            | ハドソン                                           |
| 1997年 | 12月4日  | 銀河お嬢様伝説ユナ3 LIGHTNING ANGEL                                         | セガサターン                            | ハドソン                                           |
| 1997年 | 12月15日 | 銀河お嬢様伝説ユナ あきたかみかイラストワークス2                            | セガサターン                            | ハドソン                                           |
| 1998年 | 6月25日  | 銀河お嬢様伝説ユナ -FINAL EDITION-                                          | PlayStation                             | ハドソン                                           |
| 1998年 | 11月19日 | ジャガーノート 戦慄の扉                                                     | PlayStation                             | トンキンハウス                                     |
| 1998年 | 12月4日  | ロボットポンコッツ STARバージョン                                           | ゲームボーイカラー                      | ハドソン                                           |
| 1998年 | 12月4日  | ロボットポンコッツ SUNバージョン                                            | ゲームボーイカラー                      | ハドソン                                           |
| 1999年 | 8月26日  | 機動戦艦ナデシコ NADESICO THE MISSION                                       | ドリームキャスト                        | ESP・角川書店                                      |
| 1999年 | 10月21日 | LightFantasy外伝 ニャニャンがニャン                                         | PlayStation                             | トンキンハウス                                     |
| 1999年 | 11月19日 | JUGGERNAUT                                                                  | PlayStation                             | トンキンハウス・ジャレコUSA                        |
| 1999年 | 12月24日 | ロボットポンコッツ ボンボン バージョン                                      | ゲームボーイカラー                      | ハドソン・アトラスUSA                              |
| 1999年 | 12月24日 | ロボットポンコッツ MOON バージョン                                          | ゲームボーイカラー                      | ハドソン                                           |
| 2000年 | 4月7日   | 大刀                                                                        | ゲームボーイカラー                      | コトブキシステム                                   |
| 2000年 | 5月23日  | DAIKATANA（大刀の米国版）                                                   | ゲームボーイカラー                      | コトブキシステム                                   |
| 2000年 | 5月25日  | 賭博黙示録カイジ                                                            | PlayStation                             | 講談社・ウィル                                     |
| 2000年 | 8月4日   | ゾイド -ZOIDS- 邪神復活!〜ジェノブレイカー編〜                              | PlayStation                             | トミー・ESP                                        |
| 2000年 | 12月4日  | ROBOPON（ロボットポンコッツの米国版）                                       | ゲームボーイカラー                      | ハドソン・アトラスUSA                              |
| 2000年 | 12月7日  | カラリオ はがきプリント                                                     | PlayStation                             | コーパス・EPSON                                    |
| 2000年 | 12月22日 | グランディア パラレルトリッパーズ                                           | ゲームボーイカラー                      | ESP・ハドソン                                      |
| 2001年 | 3月15日  | ときめきメモリアル2 対戦ぱずるだま                                          | PlayStation                             | コナミ                                             |
| 2001年 | 3月21日  | プレイノベル サイレントヒル                                                 | ゲームボーイアドバンス                  | コナミ                                             |
| 2001年 | 9月13日  | 幻想水滸伝カードストーリーズ                                                | ゲームボーイアドバンス                  | コナミ                                             |
| 2001年 | 11月30日 | 機械化軍隊                                                                  | ゲームボーイアドバンス                  | コトブキシステム                                   |
| 2001年 | 12月20日 | MECH PLATOON（機械化軍隊の米国版）                                          | ゲームボーイアドバンス                  | トンキンハウス                                     |
| 2002年 | 2月21日  | Dr.リンにきいてみて! 〜恋のリン風水〜                                       | ゲームボーイカラー                      | ハドソン・タカラ                                   |
| 2002年 | 2月21日  | ZOIDS2 ヘリック共和国VSガイロス帝国                                         | PlayStation                             | トミー                                             |
| 2002年 | 4月18日  | ときめきメモリアル2 Music Video Clips                                       | PlayStation 2                           | コナミ                                             |
| 2002年 | 4月26日  | ぷくぷく天然かいらんばん                                                    | ゲームボーイアドバンス                  | ビクターインタラクティブソフトウェア               |
| 2002年 | 8月29日  | 姫騎士物語 -Princess Blue-                                                  | ゲームボーイアドバンス                  | トンキンハウス                                     |
| 2002年 | 11月28日 | Dr.リンにきいてみて! 恋のハッピーフォーシーズン                             | PlayStation 2                           | ハドソン                                           |
| 2003年 | 4月24日  | 冒険遊記プラスターワールド 〜伝説のプラストゲート〜                         | ゲームボーイアドバンス                  | ハドソン・タカラ                                   |
| 2003年 | 5月29日  | 最終兵器彼女                                                                | PlayStation 2                           | コナミ                                             |
| 2003年 | 10月24日 | レジェンドオブダイナミック豪翔伝 ～崩壊の輪舞曲～                           | ゲームボーイアドバンス                  | ハドソン・バンプレソフト                           |
| 2003年 | 12月4日  | 冒険遊記プラスターワールド 〜伝説のプラストゲートEX〜                       | ゲームボーイアドバンス                  | ハドソン・タカラ                                   |
| 2003年 | 12月11日 | コロッケ!3 グラニュー王国の謎                                               | ゲームボーイアドバンス                  | ハドソン・コナミ                                   |
| 2004年 | 1月22日  | 宇宙のステルヴィア                                                          | PlayStation 2                           | ESP・バンダイ                                      |
| 2004年 | 3月26日  | ぷくぷく天然かいらんばん ～恋のキューピッド大作戦～                         | ゲームボーイアドバンス                  | マーベラスインタラクティブ                         |
| 2004年 | 7月22日  | コロッケ!4 バンクの森の守護神                                               | ゲームボーイアドバンス                  | ハドソン・コナミ                                   |
| 2004年 | 11月4日  | 真・女神転生 デビルチルドレン メシアライザー                                | ゲームボーイアドバンス                  | ロケットカンパニー                                 |
| 2004年 | 12月9日  | ぷくぷく天然かいらんばん ～ようこそ!イリュージョンランドへ～                | ゲームボーイアドバンス                  | マーベラスインタラクティブ                         |
| 2005年 | 7月28日  | やるドラポータブルダブルキャスト                                            | PlayStation Portable                    | ソニー・コンピュータエンタテインメント             |
| 2005年 | 7月28日  | やるドラポータブル季節を抱きしめて                                          | PlayStation Portable                    | ソニー・コンピュータエンタテインメント             |
| 2005年 | 7月28日  | やるドラポータブルサンパギータ                                              | PlayStation Portable                    | ソニー・コンピュータエンタテインメント             |
| 2005年 | 7月28日  | やるドラポータブル雪割りの花                                                | PlayStation Portable                    | ソニー・コンピュータエンタテインメント             |
| 2005年 | 8月4日   | B-伝説! バトルビーダマン 炎魂                                               | ゲームボーイアドバンス                  | アトラス                                           |
| 2005年 | 8月11日  | 苺ましまろ                                                                  | PlayStation 2                           | ハドソン・メディアワークス                         |
| 2005年 | 12月8日  | 伝説のクイズ王決定戦                                                        | ゲームキューブ                          | ハドソン                                           |
| 2006年 | 1月26日  | BLOOD THE LAST VAMPIRE                                                      | PlayStation Portable                    | ソニー・コンピュータエンタテインメント             |
| 2006年 | 3月9日   | XI コロシアム                                                               | PlayStation Portable                    | ソニー・コンピュータエンタテインメント             |
| 2006年 | 3月9日   | I.Q Mania                                                                   | PlayStation Portable                    | ソニー・コンピュータエンタテインメント             |
| 2006年 | 3月9日   | ボンバーマン 爆風戦隊ボンバーメ〜ン                                         | PlayStation Portable                    | ソニー・コンピュータエンタテインメント             |
| 2006年 | 3月23日  | パズルシリーズ Vol.1 ジグソーパズル                                         | ニンテンドーDS                          | ハドソン                                           |
| 2006年 | 7月20日  | ボンバーマンポータブル                                                      | PlayStation Portable                    | ソニー・コンピュータエンタテインメント             |
| 2006年 | 7月20日  | みんなのDSゼミナール カンペキ英単語力                                       | ニンテンドーDS                          | TDKコア                                            |
| 2006年 | 7月20日  | みんなのDSゼミナール カンペキ漢字力                                         | ニンテンドーDS                          | TDKコア                                            |
| 2006年 | 7月25日  | Battle B-Daman（ビーダマン/米国版）                                         | ゲームボーイアドバンス                  | アトラスUSA                                        |
| 2006年 | 8月3日   | パズルシリーズ ジグソーパズル こいぬめくり編                                | ニンテンドーDS                          | ハドソン                                           |
| 2006年 | 8月3日   | パズルシリーズ ジグソーパズル こねこめくり編                                | ニンテンドーDS                          | ハドソン                                           |
| 2006年 | 9月7日   | BLOOD+ 〜ファイナルピース〜                                                 | PlayStation Portable                    | ソニー・コンピュータエンタテインメント             |
| 2006年 | 9月12日  | ボンバーマンポータブル（米国版）                                            | PlayStation Portable                    | ソニー・コンピュータエンタテインメント             |
| 2006年 | 9月26日  | Battle B-Daman: Fire Spirits（ビーダマン/米国版）                           | ゲームボーイアドバンス                  | アトラスUSA                                        |
| 2006年 | 10月26日 | パズルシリーズ ジグソーパズル おでんくん                                    | ニンテンドーDS                          | ハドソン                                           |
| 2006年 | 10月26日 | ロードランナー                                                              | ニンテンドーDS                          | ハドソン                                           |
| 2007年 | 3月8日   | ボンマーマンランドWii                                                       | Wii                                     | ハドソン                                           |
| 2007年 | 3月29日  | パズルシリーズ Vol.13 漢字パズル                                            | ニンテンドーDS                          | ハドソン                                           |
| 2007年 | 3月29日  | パズルシリーズ ジグソーパズル おでんくん2                                   | ニンテンドーDS                          | ハドソン                                           |
| 2007年 | 5月24日  | 算数オリンピック委員会考案 数字で鍛える能力トレーニング 「アルゴ&トリンカ」 | ニンテンドーDS                          | TDKコア                                            |
| 2007年 | 6月28日  | 占いでもしてみようかDS                                                      | ニンテンドーDS                          | ハドソン                                           |
| 2007年 | 7月5日   | 地球の歩き方DS 「イタリア」                                                 | ニンテンドーDS                          | スクウェア・エニックス                             |
| 2007年 | 7月5日   | 地球の歩き方DS 「フランス」                                                 | ニンテンドーDS                          | スクウェア・エニックス                             |
| 2007年 | 7月5日   | 地球の歩き方DS 「タイ」                                                     | ニンテンドーDS                          | スクウェア・エニックス                             |
| 2007年 | 7月19日  | タッチ!ボンバーマンランド スターボンバーのミラクル★ワールド                 | ニンテンドーDS                          | ハドソン                                           |
| 2007年 | 9月20日  | ガチャピン日記DS                                                            | ニンテンドーDS                          | ハドソン                                           |
| 2007年 | 10月4日  | 地球の歩き方DS 「台湾」                                                     | ニンテンドーDS                          | スクウェア・エニックス                             |
| 2007年 | 10月4日  | 地球の歩き方DS 「ニューヨーク」                                             | ニンテンドーDS                          | スクウェア・エニックス                             |
| 2007年 | 10月4日  | 地球の歩き方DS 「ハワイ」                                                   | ニンテンドーDS                          | スクウェア・エニックス                             |
| 2007年 | 11月15日 | ワインのはじめかたDS                                                        | ニンテンドーDS                          | スクウェア・エニックス                             |
| 2007年 | 11月22日 | 読めそうで読めない漢字DS                                                    | ニンテンドーDS                          | TDKコア・講談社・ウィル                            |
| 2007年 | 12月13日 | 地球の歩き方DS 「イギリス」                                                 | ニンテンドーDS                          | スクウェア・エニックス                             |
| 2007年 | 12月13日 | 地球の歩き方DS 「上海」                                                     | ニンテンドーDS                          | スクウェア・エニックス                             |
| 2007年 | 12月13日 | 地球の歩き方DS 「ソウル・釜山」                                             | ニンテンドーDS                          | スクウェア・エニックス                             |
| 2007年 | 12月13日 | 地球の歩き方DS 「香港」                                                     | ニンテンドーDS                          | スクウェア・エニックス                             |
| 2008年 | 1月31日  | 放課後少年                                                                  | ニンテンドーDS                          | コナミデジタルエンタテインメント                   |
| 2008年 | 3月19日  | 無限回廊                                                                    | PlayStation Portable                    | ソニー・コンピュータエンタテインメント             |
| 2008年 | 3月19日  | 無限回廊 -序曲-                                                             | PlayStation 3                           | ソニー・コンピュータエンタテインメント             |
| 2008年 | 4月24日  | みんなのDSゼミナール カンタン音楽力                                         | ニンテンドーDS                          | クリエイティヴ・コア                               |
| 2008年 | 7月10日  | 花より男子 恋せよ女子!                                                      | ニンテンドーDS                          | コナミデジタルエンタテインメント                   |
| 2008年 | 9月11日  | D.Gray-man 奏者ノ資格                                                       | PlayStation 2                           | コナミデジタルエンタテインメント                   |
| 2008年 | 11月27日 | はたらくヒト -Hard Working People-                                          | Wii                                     | ハドソン                                           |
| 2009年 | 3月12日  | ぼくとシムのまち パーティー                                                 | ニンテンドーDS                          | エレクトロニック・アーツ                           |
| 2009年 | 3月26日  | 遊☆戯☆王5D's STARDUST ACCELERATOR -WORLD CHAMPIONSHIP 2009-                 | ニンテンドーDS                          | コナミデジタルエンタテインメント                   |
| 2009年 | 4月7日   | 高橋名人の冒険島Wii                                                         | Wiiウェア                               | ハドソン                                           |
| 2010年 | 2月18日  | 遊☆戯☆王5D's WORLD CHAMPIONSHIP 2010 Reverse of Arcadia                     | ニンテンドーDS                          | コナミデジタルエンタテインメント                   |
| 2010年 | 2月25日  | クッキンアイドル アイ!マイ!まいん! ゲームでひらめき! キラメキ! クッキング   | ニンテンドーDS                          | コナミデジタルエンタテインメント                   |
| 2010年 | 4月1日   | HUDSON X GReeeeN ライブ!? DeeeeS!?                                          | ニンテンドーDS                          | ハドソン                                           |
| 2010年 | 7月8日   | Wii Party                                                                   | Wii                                     | 任天堂・エヌディーキューブ・シーエイプロダクション |
| 2010年 | 10月21日 | Beat Sketch!                                                                | PlayStation 3                           | ソニー・コンピュータエンタテインメント             |
| 2010年 | 12月23日 | 無限回廊 光と影の箱                                                         | PlayStation 3                           | ソニー・コンピュータエンタテインメント             |
| 2011年 | 2月24日  | 遊☆戯☆王5D's WORLD CHAMPIONSHIP 2011 OVER THE NEXUS                         | ニンテンドーDS                          | コナミデジタルエンタテインメント                   |
| 2011年 | 9月8日   | みんなのGOLF5 PlayStation Move対応                                          | PlayStation 3                           | ソニー・コンピュータエンタテインメント             |
| 2012年 | 4月26日  | マリオパーティ9                                                             | Wii                                     | 任天堂・エヌディーキューブ・シーエイプロダクション |
| 2012年 | 11月15日 | アイカツ! シンデレラレッスン                                                | ニンテンドー3DS                         | バンダイナムコゲームス                             |
| 2012年 | 11月22日 | みんなのGOLF6 PlayStation Move対応                                          | PlayStation 3                           | ソニー・コンピュータエンタテインメント             |
| 2013年 | 8月1日   | ドキドキ!プリキュア なりきりライフ!                                         | ニンテンドー3DS                         | バンダイナムコゲームス                             |
| 2013年 | 10月31日 | Wii Party U                                                                 | Wii U                                   | 任天堂・エヌディーキューブ・シーエイプロダクション |
| 2013年 | 12月21日 | アイカツ! 2人のmy princess                                                  | ニンテンドー3DS                         | バンダイナムコゲームス                             |
| 2014年 | 不明     | KARAOKE JOYSOUND（北米版）                                                  | Wiiウェア                               | エクシング                                         |
| 2014年 | 3月20日  | マリオパーティ アイランドツアー                                             | ニンテンドー3DS                         | 任天堂・エヌディーキューブ・シーエイプロダクション |
| 2014年 | 7月30日  | ブキガミ                                                                    | ニンテンドー3DS（DL）                   | タカラトミーアーツ                                 |
| 2014年 | 10月21日 | Oh!ガッチマン デンゲキBAZOOKA!! スペシャルゲーム                            | ニンテンドー3DS（DL）（非売品）         | KADOKAWA                                           |
| 2015年 | 7月22日  | Oh!ガッチマン 究極のω珍宝とモミゲー26                                       | ニンテンドー3DS（DL）                   | KADOKAWA                                           |
| 2015年 | 8月5日   | カラオケJOYSOUND                                                            | ニンテンドー3DS（DL）                   | エクシング                                         |
| 2015年 | 12月10日 | マイメロディ 願いがかなう不思議な箱                                         | ニンテンドー3DS                         | 日本コロムビア                                     |
| 2016年 | 10月6日  | こびとゲーム大全                                                            | ニンテンドー3DS                         | 日本コロムビア                                     |
| 2016年 | 10月7日  | マリオパーティ スターラッシュ                                               | ニンテンドー3DS                         | 任天堂・エヌディーキューブ・シーエイプロダクション |
| 2016年 | 11月10日 | リルリルフェアリル キラキラ☆はじめてのフェアリルマジック♪                   | ニンテンドー3DS                         | フリュー                                           |
| 2017年 | 12月7日  | すみっコぐらし すみっコパークへようこそ                                     | Nintendo Switch                         | 日本コロムビア                                     |
| 2017年 | 12月28日 | マリオパーティ100 ミニゲームコレクション                                    | ニンテンドー3DS                         | 任天堂・エヌディーキューブ・シーエイプロダクション |
| 2018年 | 10月5日  | スーパー マリオパーティ                                                     | Nintendo Switch                         | 任天堂・エヌディーキューブ・シーエイプロダクション |
| 2018年 | 11月15日 | げっし～ず がじがじなかまをそだてよう                                       | Nintendo Switch                         | 日本コロムビア                                     |
| 2020年 | 7月22日  | げっし～ず 森の小さななかまたち                                             | Nintendo Switch                         | 日本コロムビア                                     |
| 2020年 | 11月26日 | ポリス×戦士 ラブパトリーナ! ラブなリズムでタイホします!                     | Nintendo Switch                         | 日本コロムビア                                     |
| 2021年 | 11月5日  | 機動戦士ガンダム バトルオペレーション Code Fairy                            | PlayStation 4（DL） PlayStation 5（DL） | バンダイナムコエンターテイメント                   |
| 2021年 | 10月29日 | マリオパーティ スーパースターズ                                             | Nintendo Switch                         | 任天堂・エヌディーキューブ・シーエイプロダクション |
| 2022年 | 8月4日   | げっし～ず みんなでちょこまか村づくり                                       | Nintendo Switch                         | 日本コロムビア                                     |
| 2023年 | 6月30日  | エブリバディ 1-2-Switch!                                                    | Nintendo Switch                         | 任天堂・エヌディーキューブ                         |
| 2024年 | 4月25日  | わんことあそぼ!めざせドッグトレーナー!                                      | Nintendo Switch                         | 日本コロムビア                                     |
| 2024年 | 10月17日 | スーパー マリオパーティ ジャンボリー                                        | Nintendo Switch                         | 任天堂・ニンテンドーキューブ                       |

### モバイル
| 発売日 | 発売日               | タイトル                                   | プラットフォーム | 発売元   | 備考                                   |
| ------ | -------------------- | ------------------------------------------ | ---------------- | -------- | -------------------------------------- |
| 2006年 |                      | 賭博黙示録カイジ                           | iモード          | ドワンゴ |                                        |
| 2006年 | お見合いマスター♂・♀ | iアプリ                                    |                  | ドワンゴ |                                        |
| 2007年 | 僕と彼女と砂浜と     | iアプリ                                    |                  | ドワンゴ |                                        |
| 2008年 | 12月16日             | Lode Runner                                | iPad             | ハドソン |                                        |
| 2017年 | 11月21日             | どうぶつの森 ポケットキャンプ              | iOS Android      | 任天堂   | 開発協力。2024年11月29日サービス終了。 |
| 2024年 | 12月3日              | どうぶつの森 ポケットキャンプ コンプリート | iOS Android      | 任天堂   | 開発協力。                             |

### PCゲーム
| 発売年 | タイトル                                              | プラットフォーム           | 発売元                               |
| ------ | ----------------------------------------------------- | -------------------------- | ------------------------------------ |
| 1988年 | ねじ式                                                | PC-9801                    | ツァイト                             |
| 1989年 | ねじ式                                                | X68000                     | ツァイト                             |
| 1989年 | アソコの幸福                                          | PC-9801                    | ツァイト                             |
| 1989年 | スターコマンド                                        | PC-9801                    | ヒューリンクス                       |
| 1990年 | マンガ日本経済入門                                    | PC-9801                    | ツァイト                             |
| 1991年 | 漢字マッチ                                            | PC-9801                    | 東京書籍                             |
| 1991年 | ゼータ                                                | PC-9801                    | トンキンハウス                       |
| 1992年 | 雨月奇譚                                              | PC-9801                    | トンキンハウス                       |
| 1992年 | 草花の観察すみれ                                      | FM-TOWNS                   | 東京書籍                             |
| 1992年 | 草花の観察すみれ                                      | PC-9801                    | 東京書籍                             |
| 1992年 | ストラデコ                                            | ビクター音楽産業           |                                      |
| 1992年 | ウルフパック                                          | ブロダーバンドジャパン/BNN |                                      |
| 1993年 | Let's practice                                        | FM-TOWNS                   | 東京書籍                             |
| 1993年 | Let's practice                                        | PC-9801                    | 東京書籍                             |
| 1993年 | 漢字マッチ                                            | FM-TOWNS                   | 東京書籍                             |
| 1993年 | Jリーグ1993 プロフェッショナル・サッカー              | PC-9801                    | ビクターエンタテインメント           |
| 1994年 | プラクティス                                          | PC-9801                    | 東京書籍                             |
| 1994年 | プラクティス                                          | FM-TOWNS                   | 東京書籍                             |
| 1994年 | ニルヴァーナ                                          | トンキンハウス             |                                      |
| 1994年 | Jリーグ1994 プロフェッショナル・サッカー              | PC-9801                    | ビクターエンタテインメント           |
| 1995年 | ロケット理科                                          | Windows                    | CIMテクノロジー                      |
| 1995年 | みんなで算数(1年、2年)                                | PC-9801                    | 東京書籍                             |
| 1995年 | みんなで算数(1年、2年)                                | FM-TOWNS                   | 東京書籍                             |
| 1995年 | THE HORDE                                             | アローマイクロテックス     |                                      |
| 1995年 | THE HORDE                                             | アローマイクロテックス     | PC-9801                              |
| 1995年 | フィニッシュホールド                                  | システムソフト             |                                      |
| 1995年 | Jリーグ1995 プロフェッショナル・サッカー              | ビクターエンタテインメント |                                      |
| 1996年 | みんなで算数3年                                       | PC-9801                    | 東京書籍                             |
| 1996年 | プロフェッショナル ベースボール1996                   | PC-9801                    | ビクターエンタテインメント           |
| 1996年 | みんなで算数3年                                       | FM-TOWNS                   | 東京書籍                             |
| 1996年 | 漢字マッチ                                            | Windows                    | 東京書籍                             |
| 1997年 | 草花の観察すみれ                                      | Windows                    | 東京書籍                             |
| 1997年 | ラーメン屋 目指せ究極のしょうゆ味                     | Windows                    | KSS                                  |
| 1997年 | 銀河お嬢様伝説ユナ・イラストワークス                  | Windows                    | ハドソン                             |
| 1997年 | Jリーグプロフェッショナルサッカー                     | Windows                    | ビクターインタラクティブソフトウェア |
| 1998年 | 漢字マッチⅡ                                           | Windows                    | 東京書籍                             |
| 2000年 | サイキックウォー2 グレートアッシュ                    | Windows                    | 工画堂スタジオ                       |
| 2003年 | 私のしごと館シミュレーション(電車,消火,クレーン,旋盤) | Windows                    | PDトウキョウ/日立造船                |
| 2005年 | カレンダーぷりんと3                                   | Windows                    | コーパス                             |

### アーケード
| 発売年 | 発売日                                                     | タイトル                                              | 発売元                                       |
| ------ | ---------------------------------------------------------- | ----------------------------------------------------- | -------------------------------------------- |
| 2006年 | 3月                                                        | 星のカービィ きらきらメダルランド                     | アトラス                                     |
| 2007年 |                                                            | ハクション大魔王 ～メダルがとびでてジャラジャラーン～ | アトラス                                     |
| 2007年 | ヤッターマン ～ビックリドッキリメダルだコロン～            |                                                       | アトラス                                     |
| 2007年 | 腕塊                                                       |                                                       | アトラス                                     |
| 2008年 | 4月                                                        | 家庭教師ヒットマンREBORN!サザンクロスバトル           | アトラス                                     |
| 2010年 | 7月                                                        | イナズマイレブン 爆熱サッカーバトル                   | アトラス                                     |
| 2011年 | 12月21日                                                   | イナズマイレブンGO バトルスタジアム                   | アトラス                                     |
| 2014年 | 7月10日                                                    | ブキガミ                                              | タカラトミーアーツ                           |
| 2015年 |                                                            | ブキガミ オタカラダッシュ                             | タカラトミーアーツ                           |
| 2016年 | 僕のヒーローアカデミア 激突！ヒーローズバトル              |                                                       | タカラトミーアーツ                           |
| 2016年 | ベイブレードバースト ベイダーミナル                        | タカラトミー                                          |                                              |
| 2017年 | 僕のヒーローアカデミア 激突！ヒーローズバトルW             | タカラトミーアーツ                                    |                                              |
| 2018年 | 僕のヒーローアカデミア 激突！ヒーローズバトルPLUS ULTRA!!! | タカラトミーアーツ                                    |                                              |
| 2018年 | 9月27日                                                    | タカラトミーアーツ                                    | イナズマイレブンAC ドリームバトル            |
| 2019年 | 1月24日                                                    | タカラトミーアーツ                                    | ゾイドワイルド バトルカードハンター          |
| 2019年 | 僕のヒーローアカデミア ヒーローズバトルラッシュ            | タカラトミーアーツ                                    |                                              |
| 2020年 | 10月22日                                                   | タカラトミーアーツ                                    | ドラゴンクエスト ダイの大冒険 クロスブレイド |